# جيمي واتسون (لاعب هوكي الجليد)
جيمي واتسون هو لاعب هوكي الجليد كندي، ولد في 19 أغسطس 1952 في سميذرز في كندا.

## وصلات خارجية
- جيمي واتسون على موقع دوري الهوكي الوطني (الإنجليزية)
- جيمي واتسون على موقع قاعة مشاهير الهوكي (لاعب أن.إتش.أل) (الإنجليزية)
- جيمي واتسون على موقع EliteProspects.com (الإنجليزية)
- جيمي واتسون على موقع HockeyDB.com (الإنجليزية)
- جيمي واتسون على موقع Hockey-Reference.com (الإنجليزية)